# Marie Pěnčíková
Marie Pěnčíková (* 31. prosince 1979) je česká politička, v letech 2013 až 2017 a opět 2018 až 2021 poslankyně Poslanecké sněmovny PČR, v letech 2012 až 2016 a opět od roku 2024 zastupitelka Zlínského kraje, v letech 2006 až 2014 a opět od roku 2018 zastupitelka města Morkovice-Slížany, od října 2021 místopředsedkyně KSČM.

## Život
Po absolvování Gymnázia Kroměříž (maturovala v roce 1998) vystudovala Ekonomickou fakultu na Vysoké škole báňské v Ostravě (získala titul Ing.).
Po vysoké škole učila na základní škole v Morkovicích, pak rok na střední policejní škole v Holešově. Následně se rozhodla vrátit do svého oboru a začala pracovat jako účetní a předsedkyně finančního výboru na obecním úřadě v Morkovicích.

## Politické působení
Do politiky vstoupila, když v komunálních volbách v roce 2006 úspěšně kandidovala za KSČM do Zastupitelstva města Morkovice-Slížany. Mandát zastupitelky obhájila v komunálních volbách v roce 2010. Do městského zastupitelstva se vrátila po volbách v roce 2018.
Do vyšší politiky se pokoušela vstoupit, když kandidovala za KSČM v krajských volbách v roce 2008 do Zastupitelstva Zlínského kraje, ale neuspěla. To se však změnilo v krajských volbách v roce 2012, kdy byla za KSČM zvolena krajskou zastupitelkou. Ve volbách v roce 2016 mandát krajské zastupitelky obhajovala, ale neuspěla.
Ve volbách do Poslanecké sněmovny PČR v roce 2010 neúspěšně kandidovala ve Zlínském kraji za KSČM. V dalších volbách do Poslanecké sněmovny PČR v roce 2013 opět kandidovala za KSČM, a to ze druhého místa kandidátky ve Zlínském kraji a tentokrát byla zvolena.
Ve volbách do Poslanecké sněmovny PČR v roce 2017 obhajovala svůj poslanecký mandát za KSČM ve Zlínském kraji, ale neuspěla (stala se první náhradnicí). Na X. sjezdu KSČM v Nymburku dne 21. dubna 2018 byla zvolena předsedkyní Ústřední revizní komise. Dne 4. prosince 2018 se opět stala poslankyní Poslanecké sněmovny PČR, jelikož její stranický kolega Vladimír Koníček složil slib člena Kolegia NKÚ a musel na mandát poslance rezignovat.
Ve volbách do Poslanecké sněmovny PČR v roce 2021 byla lídryní KSČM ve Zlínském kraji, ale stejně jako celá strana neuspěla. Na mimořádném sjezdu strany byla v říjnu 2021 zvolena do pozice místopředsedkyně strany pro ekonomiku a hospodářskou činnost. Na XI. sjezdu strany v květnu 2022 pozici obhájila.
V krajských volbách v září 2024 kandidovala z pozice členky KSČM jako lídryně uskupení „STAČILO!“ do Zastupitelstva Zlínského kraje (tj. koalice KSČM, ČSNS a ČSSD). Mandát se jí podařilo získat.
Ve volbách do Poslanecké sněmovny PČR v roce 2025 je lídryní uskupení Stačilo! (KSČM, SOCDEM, ČSNS, SD-SN, Moravané) ve Zlínském kraji.